# Cantonul Saint-Florent-le-Vieil
Cantonul Saint-Florent-le-Vieil este un canton din arondismentul Cholet, departamentul Maine-et-Loire, regiunea Pays de la Loire, Franța.

## Comune
- Beausse
- Botz-en-Mauges
- Bourgneuf-en-Mauges
- La Chapelle-Saint-Florent
- Le Marillais
- Le Mesnil-en-Vallée
- Montjean-sur-Loire
- La Pommeraye
- Saint-Florent-le-Vieil (reședință)
- Saint-Laurent-de-la-Plaine
- Saint-Laurent-du-Mottay